# Aráliafélék
Az aráliafélék vagy borostyánfélék (Araliaceae) az ernyősvirágzatúak (Apiales) rendjének egyik családja.

## Rendszerezés
2012-ben a család nemzetségeit az ITIS adatbázisa és a GRIN adatbázisa az alábbi alcsaládokba és nemzetségcsoportokba sorolta:
- Aralioideae alcsalád
  - Aralieae nemzetségcsoport
    - Aralia – arália
    - Arthrophyllum
    - Cuphocarpus
    - Gastonia
    - Hunaniopanax
    - Meryta
    - Munroidendron
    - Panax – ginzeng
    - Pentapanax
    - Polyscias
    - Pseudopanax
    - Reynoldsia
    - Sciadodendron
    - Tetraplasandra

  - Mackinlayeae nemzetségcsoport
    - Apiopetalum
    - Mackinlaya
    - Pseudosciadium

  - Schefflerieae nemzetségcsoport
    - Boninofatsia
    - Brassaiopsis
    - Dendropanax
    - Eleutherococcus
    - × Fatshedera
    - Fatsia
    - Gamblea
    - Hedera – borostyán
    - Heteropanax
    - Kalopanax
    - Macropanax
    - Metapanax
    - Oplopanax
    - Oreopanax
    - Schefflera – sugárarália
    - Sinopanax
    - Tetrapanax
    - Trevesia
    - Tupidanthus

  - incertae sedis
    - Anakasia
    - Astrotricha
    - Cephalaralia
    - Cheirodendron
    - Cromapanax
    - Cussonia
    - Harmsiopanax
    - Megalopanax
    - Merrilliopanax
    - Motherwellia
    - Osmoxylon
    - Raukaua
    - Seemannaralia
    - Stilbocarpa
    - Woodburnia
- Hydrocotyloideae alcsalád
  - Azorella
  - Centella
  - Hydrocotyle – gázló
  - Platysace
  - Xanthosia

A Királyi Botanikus Kertek (Royal Botanic Gardens, Kew) által fenntartott Plants of the World Online adatbázis szerint az alábbi nemzetségek tartoznak a családba 2024. december 1-jén:
- Anakasia Philipson
- Aralia L.
- Astropanax Seem.
- Astrotricha DC.
- Brassaiopsis Decne. et Planch.
- Cephalaralia Harms
- Cephalopanax G.M.Plunkett, Lowry et D.A.Neill
- Cheirodendron Nutt. ex Seem.
- Chengiopanax C.B.Shang et J.Y.Huang
- Crepinella Marchal
- Cussonia Thunb.
- Dendropanax Decne. et Planch.
- Didymopanax Decne. et Planch.
- Eleutherococcus Maxim.
- Fatsia Decne. et Planch.
- Frodinia Lowry et G.M.Plunkett
- Gamblea C.B.Clarke
- Harmsiopanax Warb.
- Hedera L.
- Heptapleurum Gaertn.
- Heteropanax Seem.
- Hydrocotyle Tourn. ex L.
- Kalopanax Miq.
- Macropanax Miq.
- Merrilliopanax H.L.Li
- Meryta J.R.Forst. et G.Forst.
- Metapanax J.Wen et Frodin
- Motherwellia F.Muell.
- Neocussonia Hutch.
- Neopanax Allan
- Oplopanax (Torr. et A.Gray) Miq.
- Oreopanax Decne. et Planch.
- Osmoxylon Miq.
- Panax L.
- Plerandra A.Gray
- Polyscias J.R.Forst. et G.Forst.
- Pseudopanax K.Koch
- Raukaua Seem.
- Schefflera J.R.Forst. et G.Forst.
- Sciodaphyllum P.Browne
- Seemannaralia R.Vig.
- Sinopanax H.L.Li
- Tetrapanax (K.Koch) K.Koch
- Trachymene Rudge
- Trevesia Vis.
- Woodburnia Prain